# Teucholabis (Teucholabis) semiermis
Teucholabis (Teucholabis) semiermis is een tweevleugelige uit de familie steltmuggen (Limoniidae). De soort komt voor in het Neotropisch gebied.